# Bitevní loď (film)
Bitevní loď je americký akční sci-fi film na motivy stolní hry, v Česku známé jako Lodě, která se hraje na čtverečkovaném papíru. Licenci poskytla tvůrcům firma Hasbro, která vyrábí herní sady této populární hry.